# Abietinaria cruciformis
Abietinaria cruciformis är en nässeldjursart som beskrevs av Antsulevich 1987. Abietinaria cruciformis ingår i släktet Abietinaria och familjen Sertulariidae. Inga underarter finns listade i Catalogue of Life.